# Corycia
Corycia (of Korykia - Κωρύκια) was een naiade die op de Parnassusberg in Phokis leefde. Zij stamde af van de lokale riviergodheid Kephissos of Pleistos uit Noord-Boeotië (Boeotische Cephisus).
Zij was de moeder van Lycoreus die Apollon als vader had. Corycia was een van de nimfen van de bronnen van de Corycische grot, die ook naar haar werd genoemd. Zij was verwant met Castalia, die over de heilige bronnen van Delphi heerste. Corycia vormde samen met haar zusters Kleodora en Melaina de groep der Coryciden.